# 빨갱이

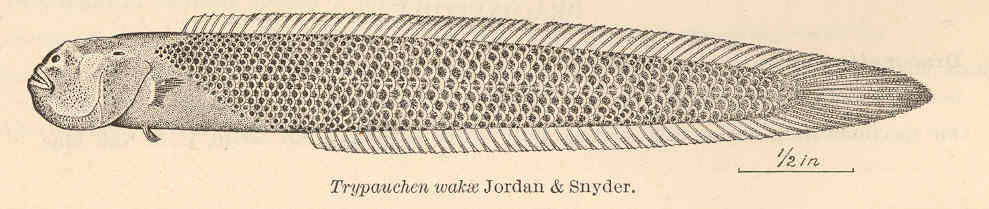

빨갱이(학명:Ctenotrypauchen microcephalus)는 한국·인도네시아·남아프리카 등지에 분포하며 강 어귀나 연안에 굴을 파고 생활하는 망둑어목 망둑어과(또는 개소갱과)의 몸 길이 17cm를 가진 바다 물고기이다. 몸빛은 적황색의 새빨갛고 작은 몸을 가졌으며 등지느러미는 머리 뒤쪽에서 시작하여 뒷지느러미, 꼬리지느러미와 연결되어 있다. 좌우의 배지느러미는 빨판을 이루고 있다.
부경대학교 연구팀이 2016년에 이어도와 남해안에서 채집한 빨갱이속 어류와 기존 알려진 빨갱이를 대상으로 형태‧분자 분석한 결과 척추골수 및 유전자 염기서열에서 명확히 구별되는 사실을 2019년 9월에 발표했다. 기존에는 1속 1종만 보고돼 있었지만, 이번 발견으로 빨갱이의 1속 2종 분포 가능성을 확인되었다.